# Juan José López Aguirre
Juan José López Aguirre (General Alvear, 1924 - La Plata, 1979) fue un abogado y Político perteneciente a la Unión Cívica Radical, padre del actual diputado nacional, Ricardo López Murphy.

## Biografía
"Juanjo" López Aguirre era un abogado que se afilió a la Unión Cívica Radical, estaba casado con Brígida Murphy con quien tuvo hijos uno de los cuales es el exministro y actual diputado nacional, Ricardo López Murphy, quien también perteneció al radicalismo y actualmente forma parte del partido Republicanos Unidos. Nació en 1924 en la ciudad de General Alvear, siendo hijo de José Francisco López Badioa y Elena María Aguirre Lecuona, ambos hijos de inmigrantes vascos

### Trayectoria Política
En las Elecciones legislativas de Argentina de 1958 es electo diputado nacional por la Capital Federal para el periodo 1958-1962,En su gestión como legislador fue uno de los principales colaboradores de Anselmo Marini quien era el presidente del bloque de diputados nacionales del radicalismo. Cuando Marini es electo gobernador de la provincia de Buenos Aires le propone a López Aguirre que se haga cargo de la jefatura de Policía bonaerense diciéndole: "Juanjo, ¿querés hacerte cargo de la Policía provincial?, le preguntó el gobernador electo de Buenos Aires al ex diputado. Me gusta el desafío. Acepto, contestó López Aguirre."
Asume la jefatura de la Policía el 12 de octubre de 1963 hasta el golpe de Estado de 1966. Es considerado el último "El último jefe que no vestía uniforme".Según las palabras de su hijo López Murphy en su libro “Libertad,Patria y Vida”, describe a su padre como un hombre que le gustaba la historia, de un carácter típico de un líder firme. Y era “Balbinista” perteneciente a Línea Nacional ,al punto que fue jefe de campaña de Ricardo Balbín en 1973 y además Balbín era padrino de Ricardo López Murphy.